# Joseph Stransky
Joseph Stransky o Josef Stránský (Humpoltz, Bohèmia, 9 de setembre de 1872 - Nova York, EUA, 6 de març de 1936) fou un director d'orquestra txec.
Estudià medicina en les Universitats de Praga i Leipzig i després música a Viena al costat de Robert Fuchs i de Bruckner, dedicant-se a la carrera de director d'orquestra. De 1897 a 1902 va ser director d'orquestra de l'Òpera i dels concerts simfònics d'Hamburg i després de la Nova Òpera Reial de Berlín, dirigint mentrestant òperes i concerts arreu d'Europa. Més tard es traslladà als Estats Units i el 1911 fou nomenat director de la Societat Filharmònica de Nova York i director general de les representacions wagnerianes de la mateixa ciutat.
Com a compositor se li deu una òpera, una suite per a orquestra i altres obres.